# Lymanopoda altaselva
Lymanopoda altaselva är en fjärilsart som beskrevs av Adams och Bernard 1979. Lymanopoda altaselva ingår i släktet Lymanopoda och familjen praktfjärilar. Inga underarter finns listade i Catalogue of Life.